# Heinrichsruh (Schleiz)

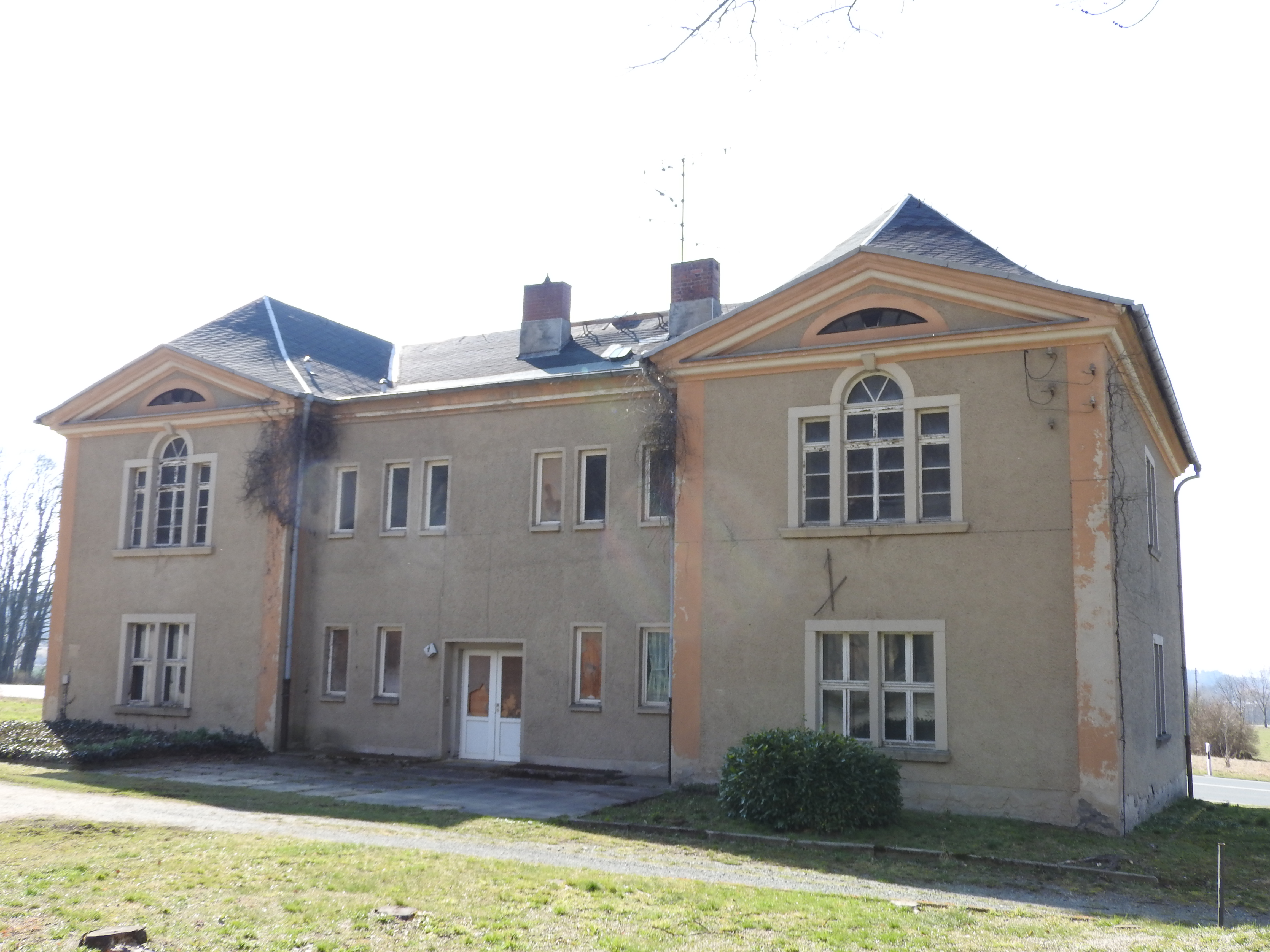
Palais Heinrichsruh

Heinrichsruh ist ein Ortsteil der ehemaligen Residenzstadt Schleiz.

## Geschichte
Die Siedlung Heinrichsruh wurde 1712 gegründet und lag an der alten Poststraße, auf der bereits 1589 Postreiter nach Ansbach, Bayreuth, Leipzig und Torgau verkehrten. Urkundlich ersterwähnt wurde Heinrichsruh 1704.
Den Ort nannte man das „neue Dorf auf dem grauen Berge“. Im Jahr ihrer Gründung wurde die Siedlung nach Oschitz eingepfarrt und es bildete sich der Ortsname Oberoschitz heraus, der bis 1990 beibehalten wurde. 1922 wurde Oberoschitz mit Oschitz nach Schleiz eingemeindet. Da es sich eingebürgert hatte, den kleinen Ort mit dem Park Heinrichsruh zu verbinden, beantragten die Heinrichsruher Bürger im Zuge der Namensumwidmungen nach der Wende 1990 den Namen „Heinrichsruh“ für ihren Ort, den er mit Stadtratsbeschluss von 1990 erhielt.

### Der Landschaftsgarten
Bestimmendes Element ist seit 1704 der Heinrichsruher Park, der damit eine der ältesten Parkanlagen in Deutschland ist. Auf einem alten Stich kann man die Parkanlage vor den Toren der ehemaligen Residenzstadt Schleiz als einen Landschaftsgarten mit zahlreichen Parkarchitekturen und Alleen erkennen: Park, Prinzessinnenweg, Kirschenallee, gestalteter Kirschbühl mit Grotte Buchhübel, den ehemals fürstlichen Weinberg, den Kulmbach mit seinen Baumgruppen und mehrere künstliche Teiche, eine Schäferei mit den Schafswiesen und den eigentlichen Heinrichsruher Park mit Lustschloss und Denkmälern.
Ursprung des Heinrichshaines – wie der Park noch bis etwa 1820 genannt wurde – war ein sogenannter Vogelherd – also ein Ort zum Jagen und Fangen von Sing- und Stubenvögeln zum Verzehr. Angelegt von Graf Reuß Heinrich XI. Reuß-Schleiz (* 1669; † 1726), der von 1692 bis 1726 regierte.
Beschrieben wird die Anlage des Parks am Standort des Vogelherds in den Tagebüchern seines Sohnes Heinrich XII. (* 1716; † 1784):
Es hatte in einem kleinen Wäldchen, der graue Berg genannt, einstmals der Hofverwalter Voit einen Vogelherd angelegt und mit Genehmigung meines Vaters (Heinrich XI.) ein eigenartiges kleines Haus mit ein paar Stübchen, auch Küche und Keller erbaut.
Der Vogelherd war gleich vor dem Fenster, das er in der Stube aus seinem Bett dahin sehen konnte. Mein Herr Vater ließ 1704 das Wäldchen umzäunen einen großen Saal und noch andere kleine Häuser darin errichten. Das wachsende Gebüsch war sehr bequem, Alleen durchzuhauen. Es wurden runde Plätze angelegt und dieser Ort zu den angenehmsten Promenaden zurecht gemacht.
Nach dieser Zeit wurde jährlich auf den Tag nach dem Heinrichsmarkt, Dienstag nach Henrici ein Vogel und Scheibenschießen abgehalten, dass von vielen Freunden, Fremden und Einheimischen besucht wurde.
Mein Bruder Heinrich I. stellte 1731 diese Vogel- und Scheibenschießen wieder ein. Die Häuser wurden eingerissen und auch verschiedene Bäume beseitigt. Damit wurde der Ort wieder in eine Wildnis verwandelt.
Ursache für die Anlage des Parks 1704 war die Planung der Heinrichstadt (nachgewiesen ab 1677) auf dem Gebiet des herrschaftlichen Baumgartens mit Fasanerie in Schleiz. Um einen Ersatz für den herrschaftlichen Baumgarten zu schaffen, wurde am grauen Berg (etymolog. kra – Krähe = Krähenberg) ein Wäldchen mit Alleen, Promenaden und runden Plätzen angelegt.
Der Heinrichsmarkt fand am Heinrichstag, benannt nach dem Kaiser Heinrich II., am 13. Juli statt. Demzufolge könnte das erste Vogelschießen auf Heinrichsruh am 13. Juli 1704 stattgefunden haben. Durch das jährliche Vogel – und Scheibenschießen bis 1731 wurde der neue Heinrichshain auch von den Schleizer Bürgern genutzt.
Diese Darstellungen bestätigt auch Heiko Laß.
Nach dem Tod Heinrichs XI. 1726 folgte ihm sein erstgeborener Sohn Heinrich I. (* 1695; † 1744), der ohne einen Sohn zu hinterlassen verstarb. 1744 übernahm sein Halbbruder, der bereits zitierte Heinrich XII., die Regierung des Hauses Schleiz. Graf Heinrich XII., der ein eifriger Bauherr und Kunstmäzen wurde, begann gemäß der Mode der Zeit, als an vielen Höfen Lustgärten entstanden, die verfallene Anlage am grauen Berge zu restaurieren.
So entschloß ich mich den Ort wieder herrichten zu lassen. Es wurde Anfang Juni 1750 mit Aufrichtung der neuen Gebäude der Anfang gemacht Ein Salon auf chinesische Art und die Küche waren das nöthigste was ich erbauen ließ. Meine Kavaliere, der Stadtrat, der Hauptmann von Feilitsch, der Stadtleutnant Müller und der Italiener Caprani baueten ebenfalls auf den Ihnen zugewiesenen Plätzen nach erhaltener Vorschrift recht artige kleine Häuser, und wurde die Arbeit wurde mit solchem Eifer fortgesetzt, dass alles in wenigen Wochen zustande kam und am 6. Juni 1750 das erste Vogelschießen (wieder) gehalten werden konnte, dabei der Ort Heinrichsruh benennet wurde. Es waren der III. und der IV. Herr von Untergreiz, der II. Herr von Lobenstein und der XXIV. Herr von Ebersdorf und eine zahlreiche Noblesse zugegen, dass in allem 264 Loose abgeschossen werden konnten.
Elemente des damaligen Parks waren insbesondere auch Fernsichten, Sichtachsen und Ausblicke.
Der Naturfreund Graf und Fürst Heinrich XLII. (der 42.) hat viel für den Park getan und Kretschmar nennt ihn neben Heinrich XII. als den Schöpfer des Parks und Schlosses Heinrichsruh. Nach Fertigstellung der Gebäude 1808 ließ Heinrich XLII. noch verschiedene Anpflanzungen vornehmen; Gedenktafeln kündeten im Park davon.
So stand auf einer Steinplatte im östlichen Teil des Parks Richtung Oberböhmsdorf die Inschrift:
„Zum Andenken meines Freundes Sigismund, Graf von Zail, Fürstbischof von Chiemsee. Er sendet Zirbeln und Steineichen hierher – H. XLII. J.L.F.R. MDCCCIX.“ 1809
Heute noch sieht man hier die Erhöhung für den Unterbau und kann die Lage der kleinen Pflanzschule erahnen. Die Platte wurde leicht beschädigt wiedergefunden.
Im Innenhof hinter dem Palais gibt es ein mit Eschen bewachsenes Rondell, das Heinrich XLII. im Alter von 59 Jahren 1811 anlegte. Auf einer von Efeu umrankten ovalen Marmorplatte mit seinem Reliefbrustbild stand:
„Der glückliche Vater weihet seinen Kindern diesen selbstgepflanzten Hain. 1811“
Die sechs Eschen im Halbrund stehen noch heute, sind also ca. 200 Jahre alt. Nach der Abdankung der Schlossherren 1918 hat man die Platte vor Vandalen schützen und entfernen müssen. Die Gedenktafeln sind nicht wieder ausgelegt worden und werden zum Teil im Palais verwahrt.
Sieben Jahre nach Aufstellung dieser Tafel starb Heinrich der 42. 1818 auf Schloss Schleiz und sein Sohn Heinrich der 62. wurde Nachfolger in der Regierung. Auch er verschönerte den Park und legte in den Jahren 1837–1840, also nach dem Brand von Schleiz, den südlichen Teil des Parks an, in den u. a. eine Wiese mit Tulpenbaum integriert wurde. In diesem Teil des Parks wurde ein Denkmal in Form einer schwarzen Schieferplatte auf einer Pyramide von Feldsteinen zu Ehren des Hofgärtners und Garteninspektors Johann Gottlieb Felder errichtet, der große Verdienste an der Verschönerung des ganzen Parks hatte und im Alter 73 Jahren in Lobenstein verstorben war.
Mit den Worten in Goldschrift „Zum Andenken des Hofgärtners Felder zu Schleiz, Seiner Hände Fleiß verschönerten diese Gefilde“, wurde ihm im Heinrichsruher Park gedankt.

### Die Freimaurerloge
Heinrich XII. gründete das Waisenhaus in Kirschkau und verpflanzte 1750 eine geheime Logenverbindung, die sich „Gesellschaft der guten Leute“ nannte, vom dänischen Königshof nach Oettersdorf. Die Leitung der Loge war seit 1779 auf seinen Sohn Heinrich 42. übergegangen, der die Zusammenkünfte nach Heinrichsruh verlegte.
Stadtarchivar Kretschmar schreibt dazu in „Schloß und Park Heinrichsruh“:

„Von 1779 an, 1780 und 1782 hat die Loge oft in Heinrichsruh getagt, wie ein Extractus Protocolli der Hainrichshainer Loge dartut. Die aufgesammelten Gelder wurden unter anderem zum Schulgeld für arme Kinder verwandt.“

Es ist anzunehmen, dass die Loge in der 1777 als Tempel der Freundschaft, Milde und Redlichkeit errichteten Chaumiere (franz. = Strohhütte) getagt hat. Diese Chaumiere wurde fünf Jahre später durch eine neue Chaumiere ersetzt, um 1800 entstand dort das gotische Haus. An diesen weiteren Gebäuden hatte nun schon der Sohn Heinrichs XII, der 1806 gefürstete Graf Heinrich XLII. (* 1752; † 1818) mitgewirkt, der den Heinrichshain in der Zeit von 1777 bis 1811 planmäßig zu einem Landschaftsgarten gestaltete, ihm mit Hilfe des Hofgärtners Felder Gestalt gab und in dem „Weymoutskiefern, Lärchen, Pappeln sowie exotische Bäume und Sträucher vorherrschten“.

### Gasthäuser
1786 errichteten auf Heinrichsruh Schleizer Ratspersonen für den Grafen Heinrich XLII. ein sogenanntes „Rathaus“.
Eine wichtige Erweiterung durch Heinrich XLII. war 1782/1784 die Anlage einer Guinguette (franz. = Schenke), des „Wirtshauses am Heinrichshain“, errichtet im Fachwerkbaustil mit ringsum laufender Galerie und einem Walmdach, wurde es das „Schweizer Haus“ genannt. Das fürstliche Restaurant der Guingette betrieb ein Diener des Schlosses, Herr Dix. Es war bis 1900 ein beliebtes Ausflugsziel der Schleizer. In unmittelbarer Nachbarschaft fanden bis 1828 die Vogelschießen der Schleizer Schützengesellschaft statt. Es wurde 1904 baufällig abgerissen und vom Schleizer Schuhmacher Wilhelm Viertel zum Aufbau des Wohnhauses in der Greizer Straße verwendet.
1897 wurde das Gasthaus „Luginsland“ von dem Schleizer Kleiderfabrikanten Mäerz gebaut.

### Das Gotische Haus
Unter der Regentschaft Heinrichs XLII. wurde um 1800 das wegen seiner Spitzbogenfenster so genannte Gotische Haus mit einem großen Saal zur Ausrichtung von Festlichkeiten auf dem Platz der alten Chaumiere-Strohhütte errichtet. Es war neben Ebersdorf eines der ersten neogotischen Häuser im Reußenland. Der letzte regierende Fürst Heinrich XXVII. vermachte es 1927 der Geraer Mittelschule, die es als Landschulheim nutzte. Nach 1945 diente der Park russischen Truppen als Lager und das Gotische Haus wurde zu dieser Zeit als Kuhstall genutzt, bevor es abgerissen wurde.
Auf der Wiese vor dem Gotischen Haus fanden Volks-, Sänger-, Schützen-, Turner- und Kinderfeste statt, das Sedanfest wurde nach 1870 regelmäßig gefeiert und in den 1970ern und 1980ern fanden dort Blasmusikkonzerte und Forstfeste statt.

### Das Palais
Die Errichtung des Heinrichsruher Palais mit allen Nebengebäuden erfolgte 1808. Begonnen wurde 1806 nach der Erhebung Heinrichs XLII. in den Fürstenstand. Das Palais im Stil einer klassizistischen italienischen Villa diente Wohnzwecken und wurde von der Schleizer Fürstenfamilie als regelmäßiger Sommerwohnsitz genutzt. Nach dem Schleizer Schlossbrand 1837 diente das Palais eine Zeitlang als Residenz.
Das Palais war einfach ausgestattet, hatte aber eine großzügige Raumaufteilung. Es ist ein zweigeschossiger Baukörper aus Bruchsteinmauerwerk. Zwischen zwei Seitenflügeln spannt sich ein Mitteltrakt, dem beidseitig ein Portikus mit vier toskanischen Säulen und aufsitzendem kräftigem Gebälk vorgestellt ist. Beim Umbau zu Wohnungen bei der „Rekonstruktion“ 1985 wurde das Innere des Hauses zerstört, der Portikus Richtung Osten sowie der südliche Anbau entfernt, ebenso der Springbrunnen des Wiesenplans. Die hölzerne Wasserleitung vom Wolfsgalgen zum Palais wurde später durch einen 70 Meter tiefen Brunnen auf der Seite des Marstalls ersetzt. Im hinteren Gebäude, das mit Turmerker und Turmuhr ausgestattet war, waren Dienstwohnungen und Gästezimmer eingerichtet, im Untergeschoss war ein Marstall für Pferde und Wagenpark. Ursprünglich war der Turm mit Zinnen versehen, also als Aussichtsturm gebaut.

### Gäste in Heinrichsruh
Zahlreiche Gäste und Freunde des Schleizer Hofes trugen sich zwischen 1777 und 1836 in das Heinrichsruh-Album ein, das wohl 1945 beim Brand des Schlosses abhandenkam. So weilten das preußische Königspaar Friedrich Wilhelm III. und Königin Luise am 5. Juli 1805 auf Heinrichsruh, die von einer Reise nach Bad Alexandersbad hier Zwischenstation machten.
Auf ihrer Reise war das Königspaar auch zur Weihe des Felsenlabyrinths bei Wunsiedel eingeladen, wo man das Labyrinth zu Ehren der Königin „Luisenburg nannte“.
1806 lagen die Vorposten von Tauentziens Truppen im Park, und Heinrich XLII. musste als Fürst am 9. Oktober Napoleon empfangen und Quartier geben. Er schreibt im Tagebuch: „Ich war kaum ½ 3r zurück (vom Galgenberg vor Oettersdorf, wo er mit dem General sprach) als vom grauen Berg her die Cavallerie-Patrouillen zurückgedrängt kamen und man schon um 3 Uhr von allen Seiten vordringende Franzosen erblickte.“
Der Coburgische Hofrath Jenichen besuchte Heinrichsruh im März 1787 und lobte den Park. Unter eine Bleistiftzeichnung schrieb er: „Von Heinrichhains Höhen die Ferne durchsehen, lohnt jeglichen Blick,… Man hatte die Ausblicke vom Wiesenplan vor dem gotischen Haus in Richtung Thüringer Wald, vom Kirschbühl, der Kaffeemühle und dem dort stehenden Promentorium-Aussichtsturm – Richtung Schleiz, mit Schloss und Bergkirche und nach Oberböhmsdorf oder von einem kleinen Tempelpavillon (nahe der alten Blutbuche) im südlichen Teil Richtung Hirschraufe und Modera.“

### Denkmäler und Gedenksteine
Nach dem Umzug der Fürstlichen Familie nach Gera unter Fürst Heinrich 67. Reuß j.L. wurde es ruhiger um Heinrichsruh, man baute Schloss Osterstein aus. Sommerresidenz war nun Ebersdorf. 1867–1908 führte Fürst Heinrich XIV. Reuß j.L. die Regentschaft. Die Familie war oft und gern auf Heinrichsruh.
Nach dem Tod der Fürstin Agnes wurde im Park ein Denkmal aufgestellt: ein mit einer Vase gekrönter Sandsteinobelisk mit einer Bronzetafel und der Inschrift „Dem Andenken der teuren Gattin H.XIV:“
Der moosbegrünte Obelisk im Park ist noch heute erhalten und von einem eingewachsenen Zaun umgrenzt. Der aus Bronze oder Kupfer getriebene Vasenaufsatz ist in den 1960er Jahren abhandengekommen, während die bronzene Inschriftplatte 2008 durch Zufall auf Schloss Burgk wiederentdeckt wurde.
Im Eichenrondell unterhalb des Agnesdenkmales ließ Fürstin Agnes zur Erinnerung an ihre Mutter ein hohes Holzkreuz von Efeu umrankt errichten. Auf dem Boden konnte man aus Efeugrün gebildet den Namen Helene erkennen.

## ÖPNV
Heinrichsruh ist durch folgende Linien an den ÖPNV angebunden:
- Linie 155: Schleiz – Heinrichsruh – Gefell – Töpen – Hof/Saale
- Linie 710: Schleiz – Heinrichsruh – Gefell – Hirschberg (Saale)
- Linie 720: Schleiz – Heinrichsruh – Blankenstein – Bad Lobenstein
- Linie 721: Schleiz – Heinrichsruh – Frössen – Hirschberg (Saale)
- Linie 730: Schleiz – Heinrichsruh – Tanna – Stelzen
- Linie B: Schleiz – Oberböhmsdorf – Heinrichsruh – Schleiz – Oettersdorf – Schleiz

Alle Linien werden von der KomBus betrieben.